# Euxootera abyssinica
Euxootera abyssinica är en fjärilsart som beskrevs av Emilio Berio 1975. Euxootera abyssinica ingår i släktet Euxootera och familjen nattflyn. Inga underarter finns listade i Catalogue of Life.